# Archives des fondations Open Society
Les Archives de la fondation Open Society (en anglais : Open Society Archives, OSA Archivum) rassemblent de nombreux documents relatifs à l'histoire de la Guerre froide. Créées par le milliardaire philanthrope George Soros, elles constituent une institution affiliée à la Open Society Foundations hébergée par l'Université d'Europe centrale à Budapest.

## Galerie

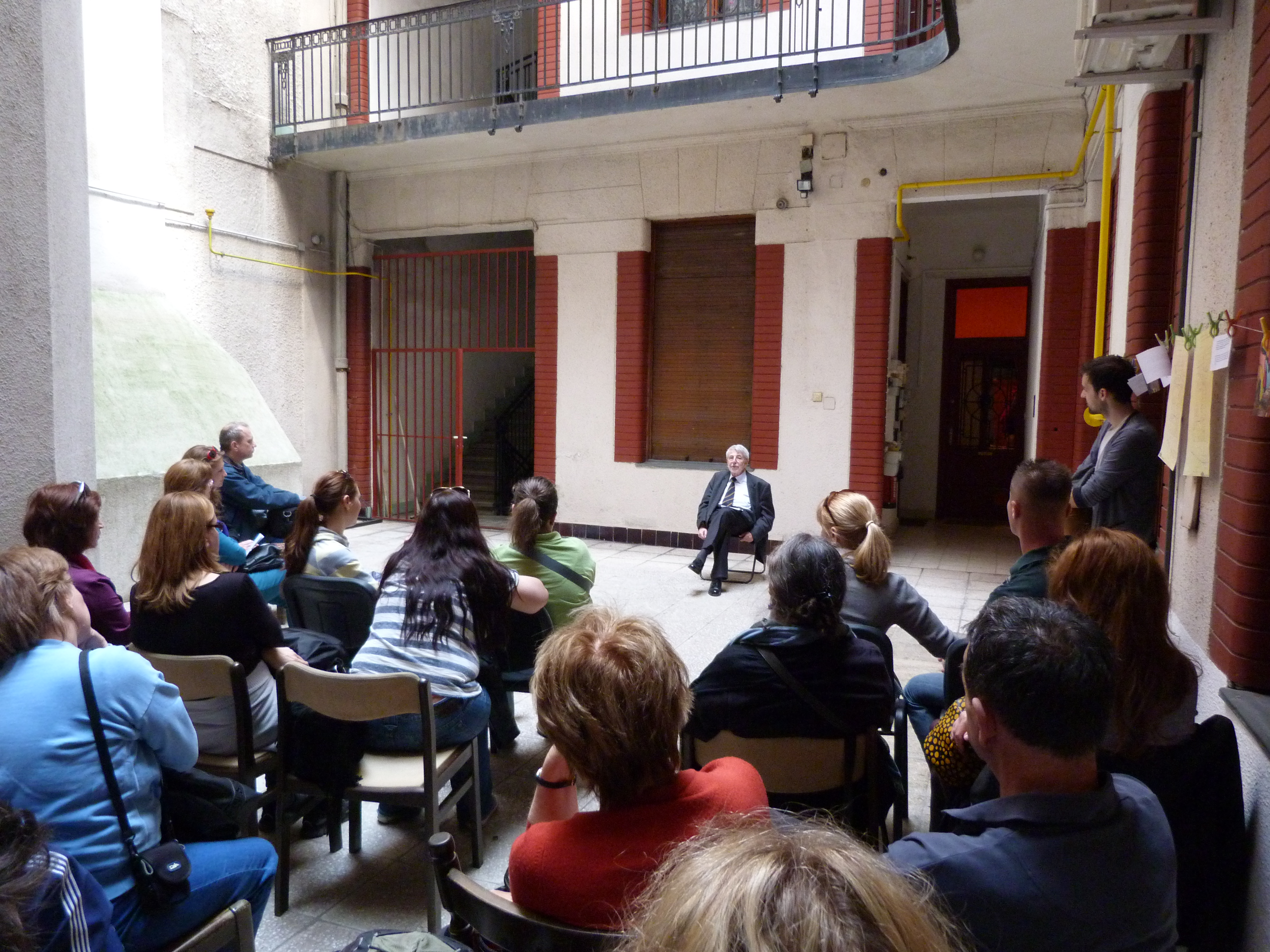
Ferenc Kőszeg en 2014 aux Archives des fondations Open Society